# I krig & kærlighed
I krig & kærlighed er en dansk spillefilm fra 2018 instrueret af Kasper Torsting.
Den danske historiker Kåre Johannessen har været historisk rådgiver på filmen.

## Handling
Da Esben fingerer sin egen død, er det for at flygte fra Første verdenskrig og blive forenet med sin elskede kone Kirstine og søn efter 3 år. Men alt er ændret i hans fravær. En charmerende tysk officer har overtaget rollen som familiefar og bejler kraftigt til Kirstines hjerte. I skjul på sit eget loft bliver Esben vidne til dette mareridt og må sætte alt ind for overlevelse, kærligheden og at redde familien.
Filmen er inspireret af romanen Knacker skrevet af Karsten Skov.
I »I krig & Kærlighed - En bog om filmen og 1. Verdenskrig« (Gyldendal, 2018) kan man læse om filmens tilblivelse og den historiske baggrund for filmen. Bogens forfattere er Karsten Skov og Hans Christian Davidsen.

## Medvirkende
- Sebastian Jessen, Esben
- Rosalinde Mynster, Kirstine
- Tom Wlaschiha, Gerhard
- Morten Brovn, Jes
- Thure Lindhardt, Hansen
- Ulrich Thomsen, Müller
- Natalie Madueño, Marie

## Soundtrack
"Sig nærmer tiden, da jeg må væk" blev sunget af Rosalinde Mynster.